# Geografia do Amapá
A Geografia do Amapá é um domínio dos estudos e conhecimento sobre o território do estado do Amapá, localizado na Amazônia, região Norte do Brasil. Sendo uma das 27 unidades federativas brasileiras, sua área é de 142.828,521 km², comparável a do país de Tajiquistão, e tem como limite o estado do Pará a oeste e sul; pela Guiana Francesa, a norte; pelo Oceano Atlântico a nordeste; pela foz do Rio Amazonas, a leste; e pelo Suriname, a noroeste.

## Relevo
O Amapá apresenta basicamente três modalidades de relevo, são elas:
- Planície Litorânea: é caracterizada por ambientes propícios a inundações, pois a superfície é muito plana e dificulta a drenagem das águas.
- Baixo Planalto Terciário: refere-se a planaltos levemente elevados e planície litorânea.
- Planalto Cristalino: essa unidade de relevo predomina no Estado, ocupa grande parte do território, se localiza em uma região que concentra diversas serras, colinas e morros.

O relevo do estado é predominantemente plano, isto é, com baixas altitudes, se faz presente nas proximidades da foz do rio Amazonas, litoral e bacia Oiapoque. Na porção centro-oeste e noroeste apresentam maiores elevações, podendo atingir 500 metros acima do nível do mar, em que se destacam a Serra do Tumucumaque e a Serra Lombarda.
Outro fator determinante no relevo e na delimitação dos limites estaduais é o delta do Amazonas e o arquipélago do Marajó. Algumas ilhas deste imenso arquipélago são território amapaense.

## Clima

Tipos climáticos do Amapá.

O estado do Amapá, em sua totalidade, é influenciado pelo clima equatorial superúmido, isso significa que ocorre uma grande quantidade de calor e umidade.
As temperaturas médias que ocorrem no Estado variam de 37ºC a 24ºC, a primeira ocorre principalmente no fim da tarde e o segundo acontece no alvorecer.

## Vegetação
Como o clima do Estado é quente e úmido a cobertura vegetal é bastante diversificada e apresenta Florestas, e essas são classificadas em Floresta de Várzea, Floresta de Terra Firme, além de campos e cerrados.
Nas áreas próximas ao litoral a vegetação encontrada é o mangue ou manguezal. Aproximadamente 73% da área estadual é coberta pela Floresta Amazônica.

## Hidrografia
Cerca de 39% da bacia hidrográfica do Estado faz parte da bacia do Amazonas. A rede hidrográfica do Amapá é formada por rios que desempenham um grande papel econômico na região desde a atividade pesqueira até o transporte hidroviário. A maioria dos rios do Amapá deságuam no oceano Atlântico. Dessa forma, os principais rios são:
- Rio Araguari: possui 36 cachoeiras.
- Rio Oiapoque: fronteira natural entre o Brasil e a Guiana Francesa.
- Rio Pedreira: foi utilizado para retirar pedras destinadas à construção da Fortaleza de São José de Macapá.
- Rio Gurijuba: foi um rio com grande concentração de peixes.
- Rio Caciporé: conhecido pela grande quantidade de peixes.
- Rio Jari: fronteira natural entre o Amapá e o Pará
- Rio Vila Nova
- Rio Matapi
- Rio Maracapi
- Rio Amapari
- Rio Amapá Grande
- Rio Flexal
- Rio Tartarugalzinho
- Rio Tartarugal Grande

## Etnias
| Cor/Raça              | Porcentagem |
| --------------------- | ----------- |
| Brancos               | 21,4%       |
| Negros                | 4,5%        |
| Pardos                | 74,4%       |
| Amarelos ou Indígenas | 0,8%        |